# Florian Freistetter
Florian Freistetter, né le 28 juillet 1977 à Krems an der Donau est un astronome, blogueur, écrivain et podcasteur autrichien.

## Biographie

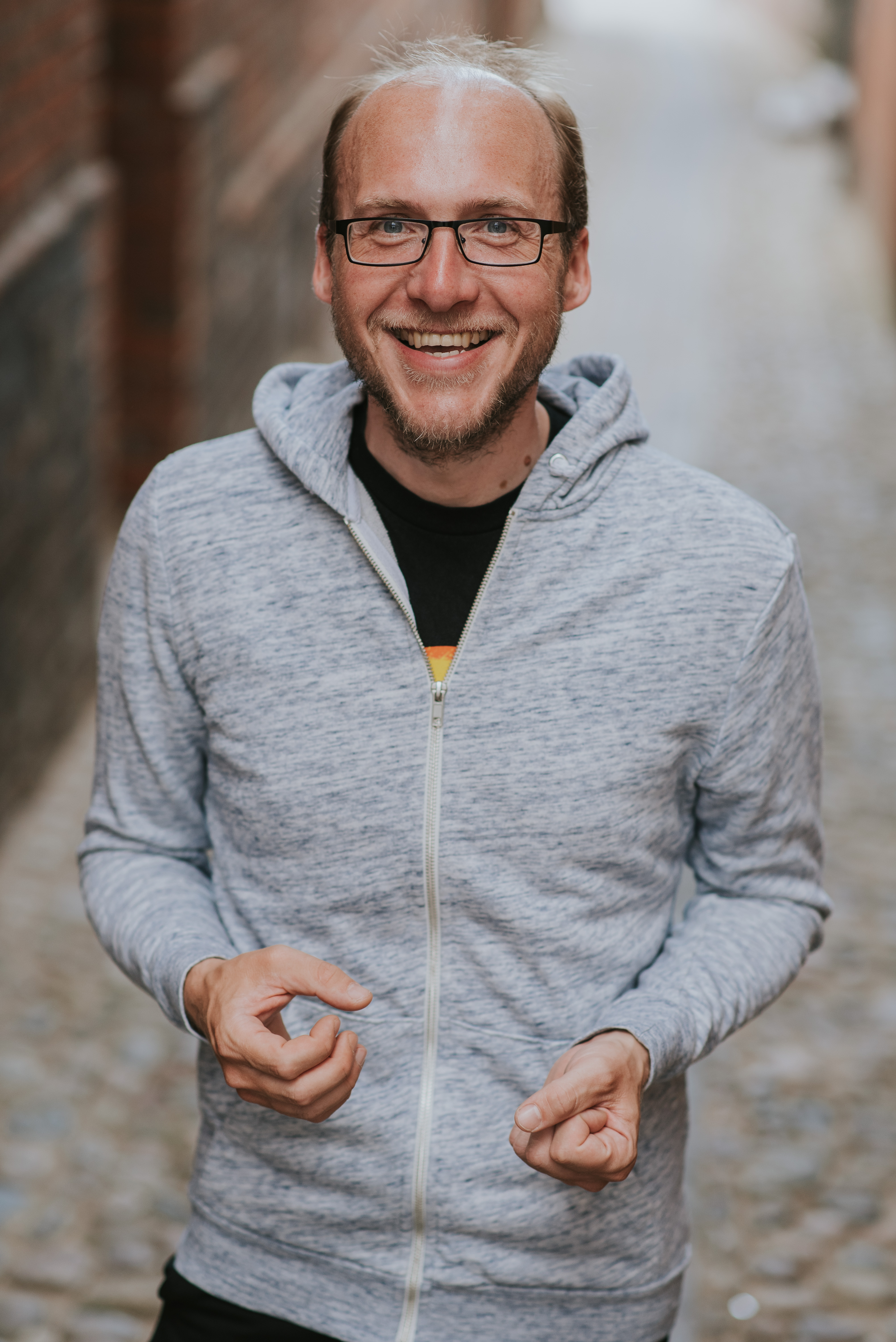
Florian Freistetter en 2018.

Après cinq années d'études, de 1995 à 2000, à l'université de Vienne, il obtient un doctorat en astronomie en 2004. Sa thèse porte sur les probabilités de collision d'astéroïdes géocroiseurs avec des planètes du système solaire interne. Il est ensuite employé dans divers instituts universitaires : celui d'astronomie de l'université de Vienne, celui d'astrophysique (AIU) de l'université d'Iéna et celui d'informatique astronomique (ARI) de l'université de Heidelberg. Freistetter est journaliste scientifique indépendant depuis 2011 et vit à Baden, à proximité de Vienne, depuis 2020.
Il est surtout connu pour son activité de blogueur scientifique. Depuis 2008, il dirige le blog Astrodicticum simplex sur le portail de blogs scientifiques ScienceBlogs. Le blog de Freistetter est le blog scientifique en langue allemande le plus populaire et compte environ 400 000 pages vues par mois. Il y écrit écrit sur l'astronomie, la science et les pseudosciences. Le quotidien autrichien Der Standard l'a qualifié de blogueur scientifique le plus titré du monde germanophone. De plus, depuis le 1er janvier, il publie Décembre 2012 un podcast hebdomadaire appelé Sternengeschichten  et depuis janvier 2014 le podcast WRINT Wissenschaft avec Holger Klein . De novembre 2014 à juin 2016, Freistetter a publié le blog So ein Schmarrn! sur derStandard.at, où il écrivait toutes les deux semaines sur le sujet de la pseudoscience. Depuis novembre 2016, il écrit le blog Here erred science  sur derStandard.at. Depuis juin 2016, il rédige la chronique hebdomadaire Freistetters Formelwelt sur le site Spektrum.de, qui est également publiée dans la revue mensuelle Spektrum der Wissenschaft.
En 2012, son livre Krawumm!, qui traite des collisions, depuis celles des noyaux atomiques jusqu'à celles des univers, et son livre 2012 Keine Panik (2012 : pas de panique), qui traite des multitudes de théories existantes sur la fin du monde au 21e siècle publié en  décembre 2012 (dans leque il explique npotamment que la fin du calendrier maya ou la collision de la terre avec la planète Nibiru sont des théories invalides. Dans le livre Der Komet im Cocktailglas, publié en 2013, Freistetter décrit comment les événements du cosmos jouent également un rôle élémentaire dans la vie quotidienne. Cela a été suivi en 2014 par son livre Rediscovery of the Heavens, qui traite de la recherche de planètes extrasolaires et de la vie extraterrestre. En 2015 , Asteroid Now a été publié, qui traite du rôle des astéroïdes dans le développement futur des voyages spatiaux. En 2017, son livre Newton: How an Asshole Reinvented the Universe a été publié, qui traite des traits de caractère idiosyncratiques d'Isaac Newton et de leur influence sur ses recherches.
Freistetter fait partie du groupe Science Busters depuis décembre 2015 
Depuis le 23 juin 2020, Freistetter anime toutes les deux semaines, avec Ruth Grützbauch, le podcast Das Universum - podcast sur l'astronomie, le monde et tout le reste. Depuis le 9 août 2021, il publie également avec Claudia Frick le podcast hebdomadaire Das Klima , dans lequel le sixième rapport d'évaluation du GIEC est expliqué en termes simples, chapitre par chapitre. le 23 Le 1er août 2021, le premier livre de Freistetter, Une histoire du monde en 100 micro -organismes, a été publié, dont l'objectif principal n'est pas astronomique. Il a écrit le livre avec le biologiste moléculaire Helmut Jungwirth.

## Distinctions et récompenses
- Deutscher IQ-Preis (Prix allemand du QI) en 2012 [3]
- Celui du 16 L'astéroïde 2007 HT3, découvert dans l'observatoire public de Drebach le 1er avril 2007, est officiellement nommé (243073) Freistetter depuis janvier 2013[4]
- Livre scientifique de l'année 2014 par le ministère fédéral autrichien des sciences et de la recherche pour La Comète dans un verre à cocktail [5]
- Coup de cœur des lecteurs lors de l'élection du livre de connaissances de l'année 2014[6] pour La Redécouverte du ciel.
- Deutscher Kleinkunstpreis (Prix allemand des petits spectacles) 2016 dans la catégorie spectacle de cabaret (co-lauréat avec les Science Busters)
- Salzburger Stier (Le Taureau de Salzbourg) 2018 (avec les Science Busters)

## Travaux
- Eine Geschichte der Welt in 100 Mikroorganismen (Une histoire du monde en 100 micro -organismes), avec Helmut Jungwirth, Hanser, Munich 2021,  (ISBN 978-3-446-27096-1)
- Eine Geschichte des Universums in 100 Sternen (Étoiles. Une histoire de l'univers en cent astres), Carl Hanser Verlag, Munich 2019,  (ISBN 978-3-446-26399-4) .
- Hawking in der Nussschale: Der Kosmos des großen Physikers, (Hawking en bref: Le cosmos du grand physicien), Hanser, Munich 2018,  (ISBN 978-3-446-26245-4)
- Warum landen Asteroiden immer in Kratern? 33 Spitzenantworten auf die 33 wichtigsten Fragen der Menschheit (Pourquoi les astéroïdes finissent-ils toujours dans des cratères ? 33 meilleures réponses aux 33 questions les plus importantes de l'humanité), avec Martin Puntigam et Helmut Jungwirth, Hanser, Munich 2017,  (ISBN 978-3-446-25727-6)
- Newton – Wie ein Arschloch das Universum neu erfand (Newton - Comment un connard a réinventé l'univers), Hanser, Munich 2017,  (ISBN 978-3-446-25460-2) .
- Asteroid Now, Warum die Zukunft der Menschheit in den Sternen liegt (Asteroid Now, Why Mankind's Future Lies in the Stars), Hanser, Munich 2015,  (ISBN 978-3-446-44309-9) .
- Rosetta - Rendez-vous dans l'espace, Hanser, Munich 2014,  (ISBN 978-3-446-24805-2) .
- Der Astronomieverführer: Wie das Weltall unseren Alltag bestimmt (Le séducteur de l'astronomie : Comment l'univers détermine notre vie quotidienne) (nouvelle édition de "La comète dans le verre à cocktail"), Rowohlt, Hambourg 2014,  (ISBN 978-3-499-62366-0) .
- Die Neuentdeckung des Himmels (La redécouverte du ciel : à la recherche de la vie dans l'univers), Hanser, Munich 2014,  (ISBN 978-3-446-43878-1) .
- Der Komet im Cocktailglas: Wie Astronomie unseren Alltag bestimmt (La comète dans le verre à cocktail : comment l'astronomie détermine notre vie quotidienne). Hanser, Munich 2013,  (ISBN 978-3-446-43505-6) .
- 2012 Keine Panik (2012, pas de panique), JMB, Hanovre 2012,  (ISBN 978-3-940970-38-1) .
- Krawumm!: Ein Plädoyer für den Weltuntergang (Craboum ! Un plaidoyer pour la fin du monde), Ecowin, Salzbourg 2012,  (ISBN 978-3-7110-0025-5) .